# Tantryzm hinduistyczny w Bengalu
Tantryzm hinduistyczny w Bengalu (ang. Hindu Tantra of Bengal) – hinduistyczne nurty i szkoły tantryzmu obecne dawniej lub obecnie na obszarach zwanych Bengal Zachodni i Bengal Wschodni.

## Typy dróg religijnych
Obecne w tantryzmie hinduistycznym aćary to:
- wedaćara
- waisznawaćara
- śaiwaćara
- dakszinaćara
- wamaćara
- siddhantaćara
- kulaćara
- kaulaćara
- samajaćara

## Tradycje bengalskie
- kalikula – tantryzm monistyczny
- kartabhadźa
- baulowie
- balarami
- sahadźija
- ramawallabhi – Bansberia, dystrykt Hughli – synkretyczna
- joga tantryczna

wisznuickie:
- wisznuizm bengalski
- wisznuizm sahadźija
- aul
- sahebdhani – dystrykt Nadia: Saligram (Śaligram), Dogachiya (Dogaćhija), Bryttihuda, Agradwipa
- spasztadajaka
- sakhibhawaka
- sain
- njada
- darweś
- khuśi wiśwasi[1]
- lalanśahi[1]
- gaurawadi
- balarami[1] (balarama)
- pagalpanthi
- tilakdasi (Tilak Das, Darpanarayan Muchi)

### Joga tantryczna
Joga tantryczna (ang. Tatric Yoga) – joga w ujęciu klasycznych tekstów tantryzmu (Tantraśastra) popularnych w Bengalu, zawiera w sobie dwie grupy:
1. hathajoga
2. samadhijoga.

Wewnątrz samadhijogi wyróżnia się dalej sześć kolejnych pododmian:
1. radźajoga
2. bhaktijoga
3. lajasiddhijoga
4. rasanandajoga
5. nadajoga
6. dhjanajoga

## Przedstawiciele i dzieła
- Mahamahopadhyaya Parivrajakacarya
  - Kamyayantroddhara – 1375
- Sarvananda (ur. 1400) – śaktipitha Mehar, dist. Tripura, Bangladesz
  - Sarvollasa
  - Navahnapujapaddhati
- Krishnananada (Agamavagiśa Bhattacarya) – Nawadwip
  - Tantrasara – 1580
- Tripurananda ⇒ Brahmananda Giri ⇒ Purnananda Giri XVI w.
  - Śaktanandatarangini (Ullasas)
  - Tararahasya – kult form bogini Tara
- Purnananda Giri (Purnananda Paramahamsa Parivrajaka, Yati, wł. Jagadananda) (ur. 1501) – Katihali, Netrakona Subdivision, dist. Mymensingh, Bangladesz
  - Śyamarahasya
  - Śaktakrama
  - Śritattva-cintamani
  - Tattvananda-tarangini
  - Satkarmollasa
- Śamkara Gaudiya (wł. Śamkara Agamacarya)
  - Tararahasyavr.tti(ka) – 1630
- Raghunatha Tarkavagiśa Bhattacarya
  - Agama-tattva-vilasa
- Haragovinda Raya – XIX w., zamindar Pargana Palaś, Sylhet, Bangladesh
  - Pancama-veda-sara-nirnaya
- Amara Maitra
  - Jnanadipika 1831
  - Amarasamgraha 1843
  - Amarisamhita 1846
- Durgarama
  - Karpura-stotra-tika 1891
- Harakumara Tagore 1798-1858
  -  ??Mahanirvana Tantra
  - Hara-tattva-didhiti 1881
  - Puraścarana-bodhini 1895
  - Śila-cakrartha-bodhini – Śalagrama
- Mihirkiran Bhattacharya
  - Puraścarana-ratnakara
- Jnanendranatha (Jnanananda Tirthanatha) ⇒ Jaganmohana Tarkalankara
  - Rahasya-puja-paddhati
- Jaganmohana Tarkalankara
  - Nityapuja-paddhati
  - Sanatana-dharma-nushthana
- Ramaśankara
  - Gurutantra
- Nilakamala Lahidi
  - Kalyarcana-candrika
- Bhattacarya Medtala – Andul
- Kesab Sen
- Ratnagarbha (Gosain Bhattacharya) ⇒ Cand Ray, Kedar Ray
- Wamakhepa (Vamacarana) – Tarapith
- Ardhakali – Mymensing, Bangladesz
- Kudi Ma – inkarnacja Kali – Tilak, Khulna – Bagerhat, Bangladesz
- Satyadev Gosh ⇒ Vijaykrishna
- Sister Nivedita (1867-1911)
- Tilak Das
- Darpanarayan Muchi – Santipur

## Bóstwa
- Manasa
- Vimarśini
- Kali
- Ćandi

## Miejsca święte
- Hamseśvari mandir – Bansberia, Hooghly
- Deulbadi, dist. Tippera
- Sikarpur, Bakharganj
- KALI:
  - Kalighat – Kalkuta
  - Kali mandir w Kshiragram – Burdwan
  - Birsimhapur – distr. Birbhum
  - Ambika (Siddheśwari) mandir – Ambika-Kalna
  - Mayda Kali – 24 Parganas
  - Bargabhima mandir – Tamluk
  - Halisahar mandir – North 24 Parganas
  - Candrasekhara-Sitakunda – Catta, Chittagong
  - Mehar – dist. Tripura
  - Yaśoreśvari – Jessore
  - Bhavani (Aparna) mandir – Bhavanipur, distr. Baguda
  - Kiriteśvari – Kiritikona, distr. Mursidabad
  - Mahabala Bhadrakali – Kalighat
  - Nalateśvari – Nalhat Yodadya, Kshiragrama
- Ghoshpara – Nadia (dystrykt)
- Kenduli – Birbhum (dystrykt) w stanie Bengal Zachodni

## Formy kultu
- pańćamakara, np. majthuna
- kundalini
- kośa
- sadhana
- pudźa
- śiwalingapudźa
- ćakrapudźa
- dewapudźa
- Durgahoma
- mulamantra
- tarpana
- abhiszeka
- diksza
- kula – stan w medytacji
- manasalinga
- antaryaga
- mahaśamkha-mala
- balidana
- puraśćarana

## Znaczenie
Motywy hinduistyczne obecne są szeroko w literaturze bengalskiej. Najpopularniejsze tantryczne wątki to:
- przeprawa łodzią przez rzekę
- związek wysoko urodzonego bohatera z kobietą z nizin społecznych[3]
- miłość pozamałżeńska[4] (parakija)[5]
- łowienie ryb[6] (marććhadhara)
- akt seksualny pomiędzy przewodnikiem i podróżnym[7].